# Gaston de Galliffet

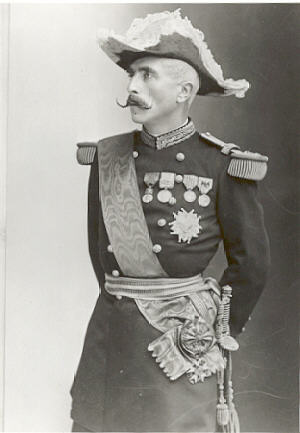
Fotografia do Marquês de Galliffet por Félix Nadar.

Gaston Alexandre Auguste, Marquês de Galliffet, Príncipe de Martignes (Paris, 23 de Janeiro de 1830 – 1909), foi um general francês, mais conhecido por haver tomado parte na repressão à comuna de Paris, em 1871. Foi Ministro da Guerra durante o gabinete Waldeck-Rousseau em meados do século XIX, quando houve uma grande controvérsia no movimento socialista da Internacional Operária pois do mesmo governo fazia parte Alexandre Millerand — estando assim lado a lado com o "Fusilleur de la Commune" (o "Carrasco da Comuna", em livre tradução).

## Intervenções militares e Ministério da Guerra
Gaston Galliffet entrou para o exército em 1848 e foi comissionado no posto de sub-tenente em 1853. Serviu com distinção no cerco de Sebastopol em 1855, durante a guerra sardo-austríaca de 1859, e na Argélia Francesa em 1860, depois do que passou ao serviço pessoal do imperador Napoleão III.
Durante a intervenção no México por Napoleão III, Galliffet exibiu grande galanteria como capitão no cerco e tomada de Puebla, no México, em 1863, quando estava seriamente ferido. Ao voltar para a França a fim de recuperar-se dos ferimentos, recebeu a incumbência de apresentar ao Imperador os estandartes capturados, sendo promovido a chef d'escadrons. Retornou à Argélia em 1864, tomando parte nas expedições contra os árabes, voltando ao México como tenente-coronel e, após receber nova distinção, tornou-se em 1867 coronel da terceira Chasseurs d'Afrique.
Durante a Guerra franco-prussiana de 1870-71, ele comandou um regimento no Reno, até sua promoção a general de brigada em 30 de agosto. Na batalha de Sedan, que selou a derrota de Napoleão III e o fim conseqüente do Segundo Império, comandou a brigada dos Chasseurs d'Afrique durante a heróica carga da cavalaria do General Margueritte, conseguindo a admiração do velho rei da Prússia. Feito prisioneiro de guerra, com a capitulação francesa retornou ao país durante o cerco de Paris pelo exército francês de Versailles, e comandou uma brigada durante a repressão da Comuna de 1871. Passou, daí em diante, a ser uma das figuras públicas mais criticadas, junto a Adolphe Thiers, que havia comandado o assalto. 
Na supressão da Comuna de Paris cumpriu seu dever de modo rigoroso e inflexível, ganhando assim uma reputação de grande severidade que, ao longo de sua carreira posterior, também o tornaria alvo de incessantes ataques por parte da imprensa e da Assembleia Nacional. Em 1872 recebeu o comando da subdivisão argelina de Batna, e comandou uma expedição contra El Golea, vencendo enormes dificuldades numa marcha rápica com as tropas através do deserto, e infligindo severos castigos às tribos rebeldes.
Na reorganização geral do exército, comandou a 31.ª brigada de infantaria. Promovido a general de divisão em 1875, comandou sucessiva a 15.ª divisão de infantaria de Dijon, o 9.º corpo do exército em Tours, e em 1882 o 12.º corpo em Limoges. Em 1885 ele integrou o Conseil Supérieur de la Guerre. Comandou as manobras da cavalaria por vários anos, alcançando na Europa grande reputação em questões de cavalaria e, ainda, como comandante de exército.
Condecorado como Grande Oficial da Légion d'honneur em 1880 por Léon Gambetta, foi nomeado governador de Paris. Foi ainda condecorado com a Grande Cruz da Légion d'honneur, em 1887, e recebeu a medalha militar por sua hábil conduta nas manobras do outono de 1891. Depois de comandar novamente as manobras de 1894, retirou-se da vida militar ativa.
Após sua entrada para a reserva exerceu importante papel na vida política francesa, como ministro da guerra (22 de junho de 1889 a 29 de maio de 1900) no gabinete Waldeck-Rousseau, e distinguiu-se pela firmeza com que lidou com casos de perturbações militares durante o Caso Dreyfus. 
Gallifet aposentou-se finalmente, retirando-se para a vida privada, morrendo no dia 8 de julho de 1909.